# 复旦大学历史地理研究中心
复旦大学历史地理研究中心（英語：Center of Historical Geographical Studies of Fudan University）又称为复旦史地所，是一个研究历史地理学的研究机构。

## 历史
1957年前身复旦大学历史系中国历史地理研究室由谭其骧教授创建，1960年复旦大学创建历史地理学专业，开始招收本科学生，1982年建立中国历史地理研究所，1999年6月改为现在名字。中心发布的学术期刊是《历史地理研究》。
其官网命名为禹贡网，以纪念中国最早、最重要的地理学著作《禹贡》。

## 详情
复旦大学历史地理研究中心成立于1999年6月，前身是成立于1957年，由我国历史地理学奠基人、著名历史地理学家和历史学家、已故中国科学院院士谭其骧教授创办的复旦大学历史系中国历史地理研究室。1982年6月，经教育部批准，在研究室基础上建立中国历史地理研究所。1981年被确定为首批硕士、博士学位授予点。1987年被国家教委确定为全国首批重点学科。1999年，教育部首批人文社会科学重点研究基地——历史地理研究中心成立。2005年，历史地理研究国家哲学社会科学创新基地正式挂牌。
作为目前国内专职人员最多、门类最全、总体水平最高、实力最强的中国历史地理专门研究机构，本所拥有一批国内公认的学科带头人，梯队结构比较合理，研究涉及历史人文地理和历史自然地理的各个方面。复旦大学历史地理研究中心中心主任现由张晓虹教授担任。历史地理研究中心现共有研究人员27名，行政人员5人。其中教授16名，副教授9名，讲师2名，26人具有博士学位。
复旦大学中国历史地理研究所在谭其骧先生等老一辈学者的言传身教下，素以学风严谨著称。自成立以来，总体学术水平长期处于国内第一的地位，其骨干均为各分支学科的学术带头人，尤其是在疆域政区、水道变迁、地名考证、历史地图的研究和编绘、历史地理古籍整理、历史气候和灾害等方面一直处于学科前沿。近年来在中国历史地理信息系统、历史人口地理、移民史、历史政治地理、历史文化地理、历史社会地理等人文地理分支学科又有了很大的发展。
在人材培养方面，1960年研究室创建历史地理专业，于1960-1962年连续招收了三届共52名历史地理专业本科生。1983年8月，本所研究生周振鹤、葛剑雄在谭其骧先生指导下完成博士论文并通过答辩，成为全国首批两名文科博士。到目前为止，本所共有5篇“全国百篇优秀博士论文”,占复旦大学文科之半，居全国历史学科首位。此外，还有4篇博士论文获得全国优秀博士论文提名。目前，本所每年在读的博士研究生和硕士研究生近百人，毕业生已遍布全国各地，为历史地理学人才的培养做出了重要贡献。

## 历任领导
- 谭其骧，第一任主任（所长）（1982年-1986年）
- 邹逸麟，第二任主任（所长）（1986年-1996年）
- 葛剑雄，第三任主任（所长）（1996年-2006年）
- 满志敏，第四任主任（所长）（2006年-2010年）
- 吴松弟，第五任主任（所长）（2010年-2015年）
- 张晓虹，第六任主任（所长）（2015年-      ）

## 研究人员
- 安介生
- 周振鹤